# قطعه به قطعه (آلبوم کلی کلارکسون)
قطعه به قطعه (انگلیسی: Piece by Piece) هفتمین آلبوم استودیویی کلی کلارکسون، خوانندهٔ آمریکایی است که در ۲۷ فوریهٔ ۲۰۱۵ توسط آرسی‌ای رکوردز منتشر شد. این آلبوم آخرین اثر استودیویی کلارکسون تحت قرارداد ضبط با این شرکت بود، قراردادی که پس از برنده شدن در فصل اول مسابقهٔ آتلانتیک رکوردز در سال ۲۰۰۲ امضا کرده بود. او در سال ۲۰۱۶ به آتلانتیک رکوردز منتقل شد. در این آلبوم، کلارکسون بار دیگر با همکاران قدیمی خود از جمله گرگ کرستین، جسی شاتکین، جیسون هالبرت، اریک اولسون و کریس دِستفانو همکاری کرد. همچنین او از ترانه‌سرایانی چون سیا، ماتیو کوما، موزلا، بونی مک‌کی، دیوید جوست، جاستین ترانتر و دیگران در ساخت این آلبوم بهره گرفت. کلارکسون که از تولید ارکسترال آلبوم پیچیده در سرخ الهام گرفته بود، می‌خواست همهٔ ترانه‌های قطعه به قطعه مانند یک موسیقی متن فیلم به گوش برسند. او از موسیقی متن فیلم‌های مقاصد بی‌رحمانه (۱۹۹۹) و در واقع عشق (۲۰۰۳) الهام گرفت و تنظیمات ارکسترال این آلبوم را به جوزف تراپانزه سپرد.

## برای مطالعهٔ بیشتر
- Murray, Nick (March 3, 2015). "Kelly Clarkson Talks 'Since U Been Gone,' Going Country and Upbeat New LP". Rolling Stone. Archived from the original on March 5, 2015. Retrieved March 5, 2015.
- Wood, Michael (March 3, 2015). "Q&A: Kelly Clarkson offers up a 'Piece' of her mind". Los Angeles Times. Archived from the original on March 5, 2015. Retrieved March 5, 2015.
- McIntyre, Hugh (March 4, 2015). "Kelly Clarkson Is Back To Pop, And She's Doing It Her Way". Forbes. Archived from the original on March 6, 2015. Retrieved March 6, 2015.